# صبغة ويغارت المرنة (أنسجة)

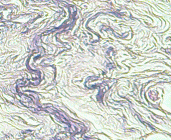
ألياف مرنة زرقاء اللون

ملون أو صبغة ويغارت المرنة (بالإنجليزية: Weigert's elastic stain)‏ عبارة عن مزيج من الصبغات المستخدمة في الأنسجة والتي تفيد في تحديد الألياف المرنة. غالبًا ما يستخدم أورسين أو مزيج من ريزورسينول وفوشين للتلوين. من أجل مواجهة نواة الخلية النووية السريعة، يتم استخدام الصبغ الحمراء أو الهيماتوكسيلين أيضًا. بعد تطبيقه على الألياف المرنة، تظهر باللون الأزرق بينما تصبح نواة الخلية حمراء أو زرقاء.

## روابط خارجية
- http://stainsfile.info/StainsFile/stain/elastic/elasweig.htm